# Torre del Río de Oro
La torre del Río de Oro, conocida popularmente como la torre del Loro (deformación típica del dialecto andaluz) o torre del Oro, es una torre almenara declarada Bien de Interés Cultural, situada en el límite de los términos municipales de Almonte y Palos de la Frontera.Su denominación da nombre a la playa de Torre del Loro, que tiene la curiosidad de encontrarse en el punto de confluencia de cuatro municipios: Palos de la Frontera, Moguer, Lucena del Puerto y Almonte en la provincia de Huelva (España). Se encuentra en ruinas junto a la desembocadura de un arroyo, entre la orilla del océano Atlántico y los pies del acantilado. Forma parte de la antigua red de torres de vigilancia costera repartidas por todo el sur del litoral español, ubicada entre la Torre del Asperillo y la Torre de Morla.

## Historia
La torre se citaba a inicios del siglo XVI como una poderosa atalaya. Su ubicación junto a la orilla y en la desembocadura de un arroyo no crean mayores problemas hasta mediados del siglo XVIII, necesitando hasta entonces solo arreglos menores en su fábrica.
Un informe de Pedro Mateos de 1748 contiene los graves daños que un temporal causó en los cimientos de la torre, amenazando con arruinar hasta un tercio de los mismos. En la década precedente unos temporales habían desnudado los cimientos de la torre, causando alarma, pero otro temporal cubrió el hueco abierto por el primero, por lo que la alarma quedó acallada. Ambas reparaciones tenían la complicación técnica de reforzar los cimientos sobre firme de una torre ubicada sobre la arena y completamente rodeada por el mar en pleamar. La solución empleada fue crear un forro de sillares de piedra ostionera hasta los siete metros de altura.
En 1756 se aprecia como inevitable la ruina de la torre a largo plazo por su emplazamiento, rodeada de agua y solo accesible en bajamar. Las reformas realizadas en los años anteriores, no obstante, facilita que en 1764 sea observada en buen estado.
En 1827 aún figura como torre activa en el Diccionario geográfico-estadístico de España y Portugal de Sebastián Miñano, aunque en 1867 aparece ya como en ruinas en los derroteros de la costa.